# Gerakári (ort i Grekland, Thessalien)
Gerakári är en ort i Grekland.   Den ligger i prefekturen Trikala och regionen Thessalien, i den centrala delen av landet, 260 km nordväst om huvudstaden Aten. Gerakári ligger 836 meter över havet och antalet invånare är 268.
Terrängen runt Gerakári är kuperad, och sluttar västerut. Runt Gerakári är det mycket glesbefolkat, med 6 invånare per kvadratkilometer. Närmaste större samhälle är Verdikoússa, 11,2 km öster om Gerakári. Omgivningarna runt Gerakári är en mosaik av jordbruksmark och naturlig växtlighet.